# 정영훈 (1932년)
정영훈(鄭泳薰, 1932년 9월 17일~2011년 4월 19일)은 대한민국의 정치인이다. 제14·15대 국회의원을 지냈다. 호는 부암(芙巖

## 학력
- 연세대학교 정법대학 법정학과 학사
- 연세대학교 행정대학원 행정학 석사

## 경력
- 연세대학교 총학생회장 및 동문회 수석부회장
- 교통부 각국장, 기획관리실장
- 경기대, 세종대 강사
- 민주자유당 제3정책조정위원 및 정책부의장
- 민주자유당 상임위원
- 신한국당 제1조정위원장
- 신한국당 전임위원
- 한나라당 제1조정위원장
- 한나라당 최고위원
- IPU 한국대표, 부의장
- 교통위 간사, 문체공 및 건교위원
- 새정치국민회의 당무위원, 연수원장
- 새정치국민회의 상임고문
- 국회, 경제구조개혁 및 실업대책 위원장
- 재단법인 하광장학회 이사장
- 열린우리당 특임고문

## 역대 선거 결과
|  | 37.32% |

|  | 39.15% |

|  | 34.92% |